# Gould (Québec)
Pour les articles homonymes, voir Gould.
Gould est un hameau du canton de Lingwick, dans Le Haut-Saint-François, au Québec (Canada).
Il est le plus ancien établissement de Lingwick, mais perd de l'importance au fur et à mesure du dépeuplement anglo-protestant, à la faveur de Sainte-Marguerite-de-Lingwick, catholique et francophone.

## Toponymie
Le hameau est nommé d'après Nathaniel Gould, gouverneur adjoint de la British American Land Company, entreprise londonienne responsable de la colonisation des cantons de Lingwick, Bury et Eaton.
Nathaniel Gould est aussi l'un des argentiers de l'entreprise de William Price.

## Géographie
Gould est situé dans la municipalité de canton de Lingwick, dans Le Haut-Saint-François, en Estrie. Le hameau est établi au croisement des routes 108 et 257. Il est situé à 13 km au nord-ouest de Scotstown et à 45 km au nord-est de Sherbrooke,.
Il est implanté à la confluence de la rivière au Saumon et du ruisseau McGill, qui draine les lacs Moffatt et McGill,.
Son paysage est fait de collines de faible élévation, dominées par le mont Mégantic.

## Histoire
Le canton de Lingwick est proclamé en 1807 et concédé à des investisseurs bas-canadiens, qui ne le colonisent pas. Le canton retourne donc au domaine de la Couronne. Le canton est concédé de nouveau à la société British American Land Company, qui ouvre un bureau à Sherbrooke afin de coordonner l'implantation de colons dans les cantons de Lingwick, Bury et Eaton.
Les premiers colons, originaires d'Irlande et de l'île de Lewis dans les Highlands écossais, s'installent à Victoria dès 1837, mais l'entreprise est un échec. En 1841, une seconde vague d'Écossais colonise les environs de Gould ― parmi lesquels James Ross (en), qui devient éventuellement administrateur d'institutions locales, lieutenant-colonel de milice, marchand à Cookshire, poète et député de Compton à l'Assemblée législative du Québec.

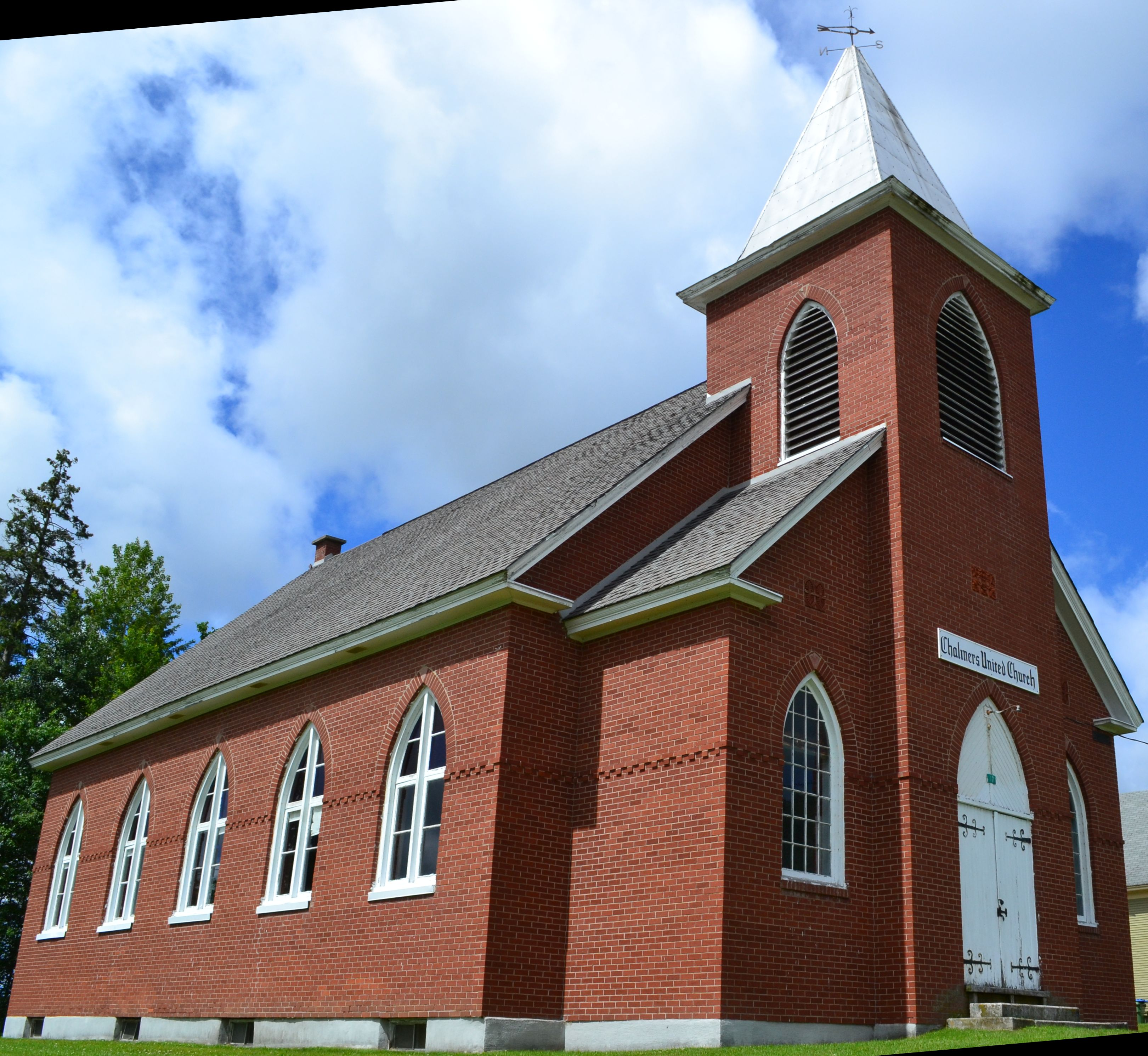
L'église Chalmers, en brique, est construite en 1891-1892 afin de remplacer l'ancienne église de bois.

Une église presbytérienne en bois est construite en 1845. Elle est remplacée en 1891-1892 par une église de brique. Une église épiscopalienne est érigée en 1861, légèrement en retrait de l'église presbytérienne.
Au milieu du xixe siècle, Gould compte environ 100 habitants. Un bureau de poste est implanté dès 1851. Il devient le plus important des bureaux de poste du canton et demeure ouvert jusqu'en 1969,.
À la fin du xixe siècle, on recense environ 200 habitants, dont environ 80 % de presbytériens. À cette époque, Gould est un véritable village, avec plusieurs magasins généraux, des moulins à scie et à farine, un hôtel.
La fondation d'une paroisse catholique à Sainte-Marguerite-de-Lingwick en 1908 attire de nombreux Canadiens français dans le canton de Lingwick. L'instauration d'institutions catholiques pourrait expliquer le déclin de Gould au profit de Sainte-Marguerite.